# Griffon Boulet
De Griffon Boulet is een voormalig hondenras afkomstig is uit Frankrijk.
Het ras werd gebruikt als jachthond, maar de meningen over zijn geschiktheid daarvoor lopen uiteen. Daarnaast was het dier in gebruik als gezelschapshond. Het ras was verwant aan de Franse poedel. Een volwassen reu was ongeveer 58 centimeter hoog, een volwassen teef ongeveer 53 centimeter.
Bracco italiano ·
Braque d'Auvergne ·
Braque de l'Ariège ·
Braque du Bourbonnais ·
Braque Dupuy ·
Braque français ·
Braque Saint-Germain ·
Český fousek ·
Drentsche patrijshond ·
Duitse staande hond (draadhaar) ·
… (korthaar) ·
… (langhaar) ·
… (stekelhaar) ·
Engelse setter ·
Épagneul bleu de Picardie ·
Épagneul breton ·
Épagneul de Pont-Audemer ·
Épagneul français ·
Épagneul picard ·
Gammel dansk hønsehund ·
Gordon setter ·
Griffon Boulet ·
Griffon Korthals ·
Grote münsterländer ·
Ierse setter ·
Kleine münsterländer ·
Perdigueiro de Burgos ·
Perdigueiro português ·
Poedelpointer ·
Pointer ·
Slovenský hrubosrstý stavač ·
Spinone italiano ·
Stabij ·
Vizsla ·
Weimarse staande hond